# Heteroconidium cassiae
Heteroconidium cassiae är en svampart som beskrevs av Sawada 1944. Heteroconidium cassiae ingår i släktet Heteroconidium, divisionen sporsäcksvampar och riket svampar.   Inga underarter finns listade i Catalogue of Life.